# Tsamakahogh
Bazarkənd
Tsamakahogh (en arménien Ծմակահող, en azéri Bazarkənd) est une communauté rurale de la région de Martakert, au Haut-Karabagh. Elle compte 228 habitants en 2005.